# L'Huisserie
L'Huisserie és un municipi francès situat al departament de Mayenne i a la regió de País del Loira. L'any 2007 tenia 3.901 habitants.

## Demografia

### Població
El 2007 la població de fet de L'Huisserie era de 3.901 persones. Hi havia 1.406 famílies de les quals 262 eren unipersonals (127 homes vivint sols i 135 dones vivint soles), 487 parelles sense fills, 570 parelles amb fills i 87 famílies monoparentals amb fills.
La població ha evolucionat segons el següent gràfic:
Habitants censats

### Habitatges
El 2007 hi havia 1.486 habitatges, 1.436 eren l'habitatge principal de la família, 11 eren segones residències i 39 estaven desocupats. 1.301 eren cases i 185 eren apartaments. Dels 1.436 habitatges principals, 1.087 estaven ocupats pels seus propietaris, 343 estaven llogats i ocupats pels llogaters i 6 estaven cedits a títol gratuït; 8 tenien una cambra, 55 en tenien dues, 159 en tenien tres, 317 en tenien quatre i 897 en tenien cinc o més. 1.154 habitatges disposaven pel capbaix d'una plaça de pàrquing. A 508 habitatges hi havia un automòbil i a 855 n'hi havia dos o més.

### Piràmide de població
La piràmide de població per edats i sexe el 2009 era:
| Homes | Edats   | Dones |
| ----- | ------- | ----- |
| 0     | 95 o +  | 8     |
| 4     | 90 a 94 | 16    |
| 12    | 85 a 89 | 32    |
| 16    | 80 a 84 | 40    |
| 20    | 75 a 79 | 44    |
| 24    | 70 a 74 | 28    |
| 44    | 65 a 69 | 52    |
| 88    | 60 a 64 | 60    |
| 88    | 55 a 59 | 104   |
| 124   | 50 a 54 | 144   |
| 124   | 45 a 49 | 120   |
| 184   | 40 a 44 | 148   |
| 160   | 35 a 39 | 200   |
| 96    | 30 a 34 | 116   |
| 76    | 25 a 29 | 72    |
| 88    | 20 a 24 | 56    |
| 204   | 15 a 19 | 136   |
| 188   | 10 a 14 | 184   |
| 180   | 5 a 9   | 140   |
| 96    | 0 a 4   | 84    |

## Economia
El 2007 la població en edat de treballar era de 2.596 persones, 1.912 eren actives i 684 eren inactives. De les 1.912 persones actives 1.839 estaven ocupades (951 homes i 888 dones) i 73 estaven aturades (34 homes i 39 dones). De les 684 persones inactives 290 estaven jubilades, 289 estaven estudiant i 105 estaven classificades com a «altres inactius».

### Ingressos
El 2009 a L'Huisserie hi havia 1.494 unitats fiscals que integraven 4.064,5 persones, la mediana anual d'ingressos fiscals per persona era de 19.891 €.

### Activitats econòmiques
Dels 107 establiments que hi havia el 2007, 1 era d'una empresa extractiva, 2 d'empreses alimentàries, 1 d'una empresa de fabricació d'elements pel transport, 3 d'empreses de fabricació d'altres productes industrials, 26 d'empreses de construcció, 17 d'empreses de comerç i reparació d'automòbils, 6 d'empreses de transport, 6 d'empreses d'hostatgeria i restauració, 1 d'una empresa d'informació i comunicació, 7 d'empreses financeres, 8 d'empreses immobiliàries, 10 d'empreses de serveis, 10 d'entitats de l'administració pública i 9 d'empreses classificades com a «altres activitats de serveis».
Dels 40 establiments de servei als particulars que hi havia el 2009, 1 era una oficina de correu, 2 oficines bancàries, 3 tallers de reparació d'automòbils i de material agrícola, 1 autoescola, 4 guixaires pintors, 6 fusteries, 11 lampisteries, 1 electricista, 4 perruqueries, 2 restaurants, 3 agències immobiliàries, 1 tintoreria i 1 saló de bellesa.
Dels 5 establiments comercials que hi havia el 2009, 1 era un supermercat, 2 fleques, 1 una carnisseria i 1 una floristeria.
L'any 2000 a L'Huisserie hi havia 25 explotacions agrícoles que ocupaven un total de 900 hectàrees.

## Equipaments sanitaris i escolars
L'únic equipament sanitari que hi havia el 2009 era una farmàcia.
El 2009 hi havia 2 escoles elementals.

## Poblacions més properes
El següent diagrama mostra les poblacions més properes.